# 木村茂 (政治家)
木村 茂（きむら しげる、1925年（大正14年）10月23日 - 2017年（平成29年）11月23日）は、日本の政治家。東京都千代田区長（3期）、東京都議会議員（4期）、都議会自民党政調会長、都議会自民党幹事長を歴任した。東京府出身。

## 来歴
東京市麹町区生まれ。麹町小学校、早稲田実業学校卒業。1944年に熊谷陸軍飛行学校に第3期生として入学。1年後輩には、後の内閣総理大臣竹下登がいた。陸軍少尉として終戦までタイ、マレーシア、スマトラを転戦。1950年早稲田大学政治経済学部政治学科を卒業。卒業後は、25年間にわたり国会議員秘書を務めた。当時の同僚秘書には海部俊樹や森喜朗がいる。
その後、1973年に東京都議会議員に当選。当選同期に小倉基(元渋谷区長）、渋谷守生（第37代都議会議長）、桜井良之助(元公明党東京都議会議員団長)、保坂三蔵(元経済産業副大臣、元参議院議員）らがいる。1955年都議会自民党政調会長、1959年都議会自民党幹事長を歴任した。
1989年からは千代田区長を3期12年間務めた。
2001年、勲三等瑞宝章受章。
2017年11月23日に92歳で死去した。叙従四位。